# Beatrice Roberts

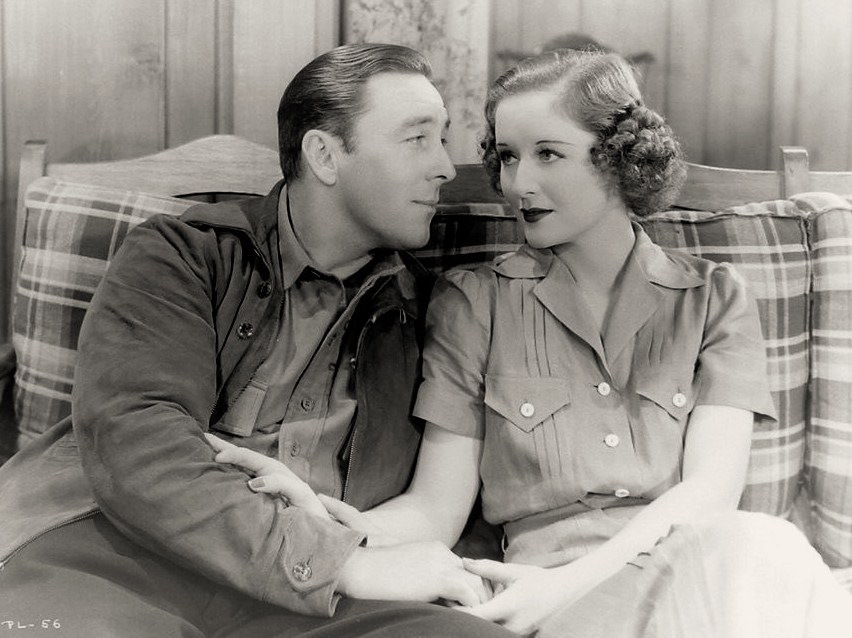
Beatrice Roberts (1937)

Beatrice Roberts (* 7. März 1905 in Manhattan, New York City, New York, USA; als Alice Beatrice Roberts; † 24. Juli 1970 in Plymouth, Massachusetts, USA) war eine US-amerikanische Schauspielerin.

## Karriere
Sie begann ihre Karriere als Fotomodell. 1924 gewann sie die Wahl zur Miss Manhattan, und 1925 wurde sie Siegerin zur Wahl der Miss Greater New York. Außerdem gewann sie den Titel der „Miss beautiful Girl in evening Gown“. 1933 ging die Schauspielerin nach Hollywood und drehte dort bis 1949 an die 60 Filme. Ihre berühmteste Rolle ist die der Königin Azura, 1938 in der Flash-Gordon-Reihe „Trip to Mars“. Ende der 1940er Jahre blieben die Filmrollen aus, und Beatrice Roberts zog sich 1949 ins Privatleben zurück.

## Privat
Beatrice Roberts war von 1919 bis 1926 mit dem Autor Robert L. Ripley verheiratet. In den Jahren 1935 und 1936 war die Schauspielerin die Langzeitgeliebte des MGM-Bosses Louis B. Mayer. Nach ihrer Filmkarriere lebte die Künstlerin in Hollywood Hills und heiratete einen Mann mit Nachnamen Lutz, dessen Namen sie annahm. Beatrice Roberts war die Mutter eines Sohnes. Sie war die Großmutter von William van Rensselaer Smith. Sie starb 1970 mit 65 Jahren eines natürlichen Todes.

## Filme (Auswahl)
- 1932: Frechheit siegt (Fast Life)
- 1935: Gold nach Singapore
- 1935: Helden von heute (West Point of the Air)
- 1935: Tolle Marietta (Naughty Marietta)
- 1936: San Francisco
- 1938: Flash Gordon’s Trip to Mars
- 1941: Gib einem Trottel keine Chance (Never give a Sucker an even Break)
- 1943: Phantom der Oper (Phantom of the Opera)
- 1944: Der Unsichtbare nimmt Rache (The Invisible Man's Revenge)
- 1944: Zeuge gesucht (Phantom Lady)
- 1945: Die Liebe unseres Lebens (This Love of Ours)
- 1945: Straße der Versuchung (Scarlet Street)
- 1946: Die Ausreißerin (The Runaround)
- 1946: Rächer der Unterwelt (The Killers)
- 1946: Ich sing’ mich in dein Herz hinein (Because of Him)
- 1947: Das Ei und ich (The Egg and I)
- 1947: Der Senator war indiskret (The Senator Was Indescreet)
- 1947: Reite auf dem rosa Pferd (Ride the Pink Horse)
- 1948: Mr. Peabody und die Meerjungfrau (Mr. Peabody and the Mermaid)
- 1948: Startbahn ins Glück (You Gotta Stay Happy)
- 1948: Fünf auf Hochzeitsreise (Family Honeymoon)
- 1949: Gewagtes Alibi (Criss Cross)